# Todirești (Suceava)
Pour les articles homonymes, voir Todirești.
Todirești est une commune du județ de Suceava en Roumanie.